# Chazerim
Chazerim (hebräisch חֲצֵרִים ‚[Bauern-]Höfe‘) ist ein Kibbuz westlich von Beʾer Scheva in der Wüste Negev im Süden Israels.

## Geschichte
Der Kibbuz wurde in der Nacht vom 5. auf den 6. Oktober 1946 im Zuge der Operation „Elf Punkte“ gegründet. Der Name bedeutet „Gehöfte“ und wurde aus der Bibel (Deuteronomium 2,23a) entnommen., weil dort Gehöfte in dieser Gegend erwähnt werden: „die Awwiter, die in Gehöften bis nach Gaza wohnten“. Zu den Gründern von Chazerim gehörte auch eine Gruppe der sogenannten Teheran-Kinder.

## Wirtschaft
In Chazerim befindet sich eine 500 Hektar große Jojoba-Plantage, auf der 2018 ein Fünftel der Weltproduktion von Jojobaöl erzeugt wurden.
Außerdem ist dort mit der Firma Netafim einer der weltweit größten Hersteller für künstliche Bewässerungssysteme ansässig. Der Kibbuz hält 20 Prozent der Firmenanteile an Netafim.

## Sehenswürdigkeiten
Auf dem westlich des Kibbuz gelegenen Militärflugplatz Chazerim befinden sich auch die IAF-Flugakademie und das Museum der Israelischen Luftwaffe, wobei letzteres für die Allgemeinheit zugänglich ist.

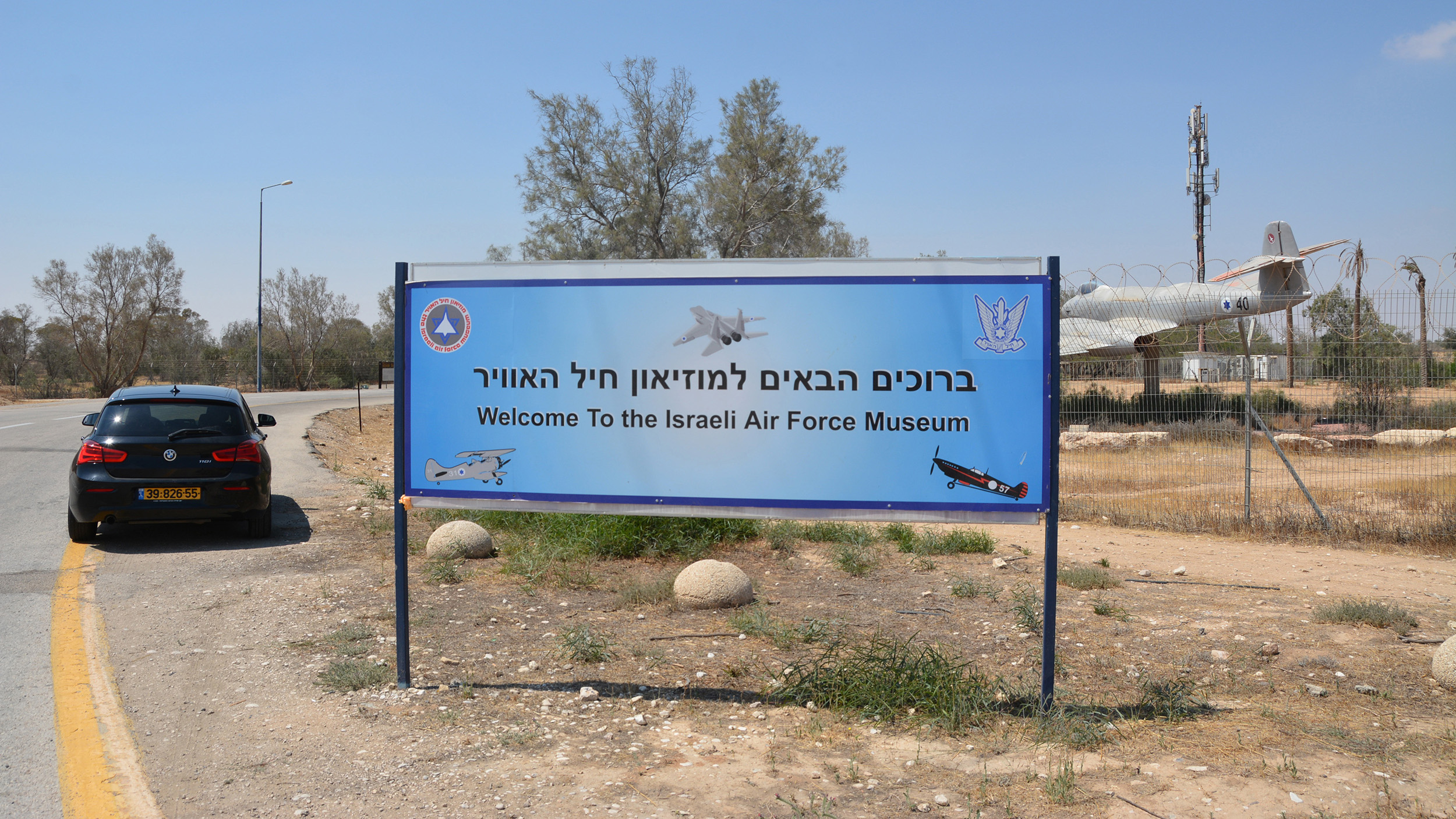
Willkommen im IAF Museum westlich von Chazerim
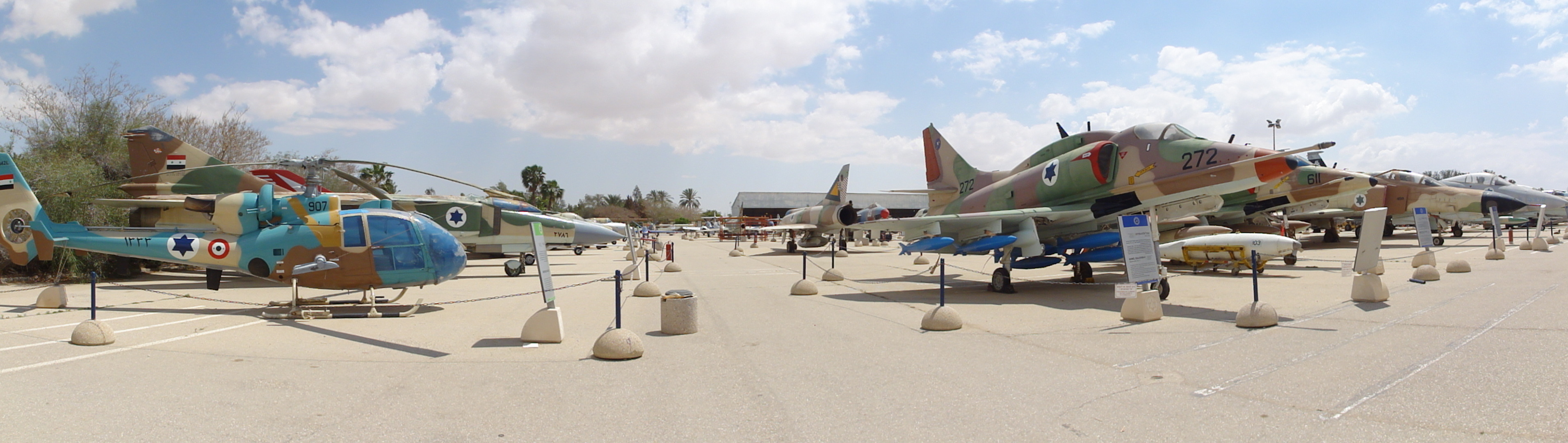
Freiluft-Ausstellung mit älteren Maschinen
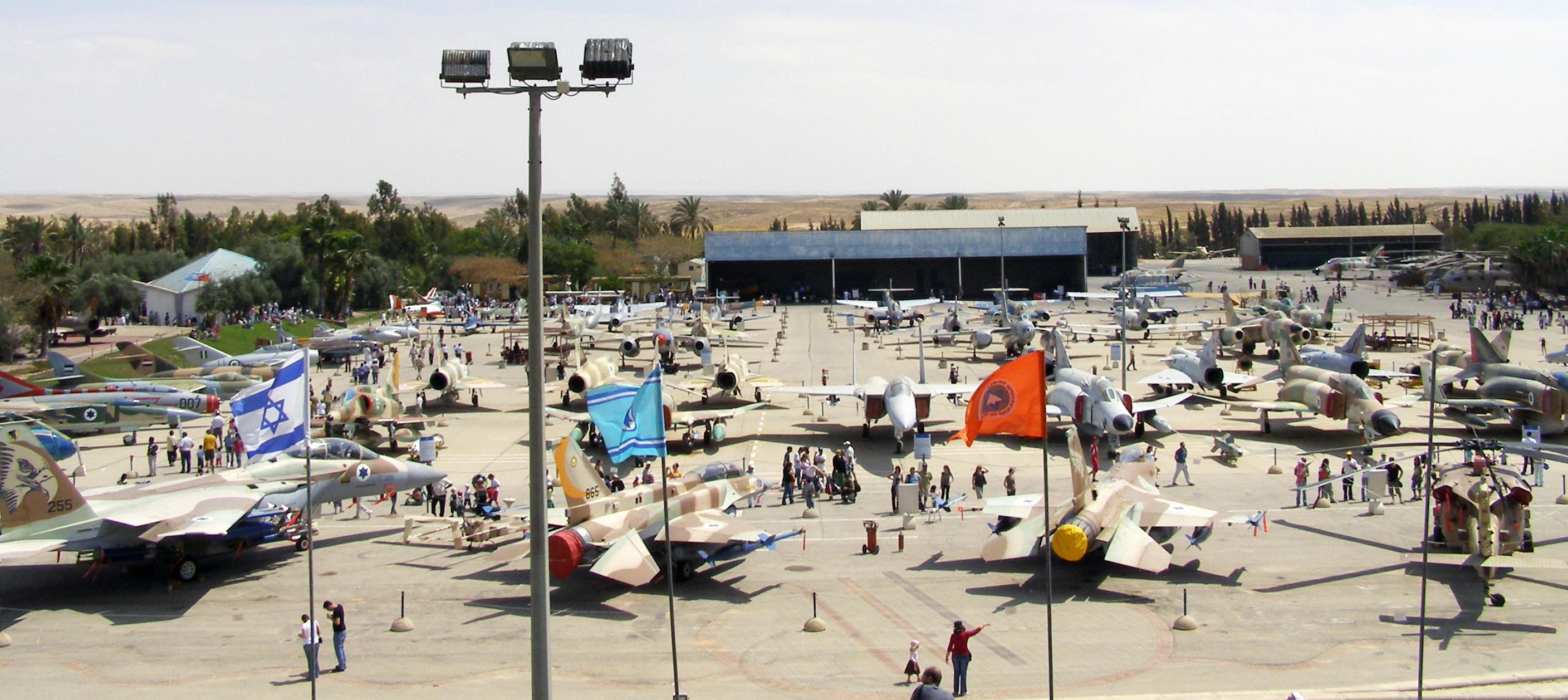
Das Museum 2008 am Unabhängigkeitstag, vorne: aktives Fluggerät